# Biais inflationniste
Le biais inflationniste est la propension supposée des banques centrales à chercher à atteindre un taux d'inflation supérieur à celui attendu par les agents économiques. 
Selon cette théorie, les banques centrales cherchent tacitement à dépasser leur cible d'inflation afin de réduire le coût réel des salaires, et ainsi inciter les entreprises à augmenter leurs recrutements. Cela a pour double conséquence, au moins à court terme, une baisse du pouvoir d'achat et des épisodes inflationnistes. Il s'agit d'une conclusion du modèle Barro-Gordon.

## Concept
Selon Robert Barro et Robert J. Gordon (1983), les autorités monétaires sont conscientes du rapport inverse entre inflation et taux de chômage (courbe de Philips), à savoir qu'une augmentation du niveau des prix réduit le salaire réel des salariés, et donc réduit le coût du travail, au moins à court terme. Cela inciterait les entreprises à embaucher et réduirait le chômage, mais aurait pour conséquence une inflation élevée.
En plus de cela, une inflation élevée reviendrait périodiquement du fait des cycles électoraux. La théorie du cycle électoral de William Nordhaus (1975), les autorités cherchent à augmenter le taux d'inflation dans l'année qui précède une élection, afin de réduire le chômage et ainsi maximiser leurs chances de rester au pouvoir.
A partir de ce concept, plusieurs économistes ont proposé des solutions pour réduire le biais inflationniste. La position la plus courante est celle de l'indépendance des banques centrales : ces institutions, si elles sont dirigées par des technocrates ne cherchant pas à être élus, n'auraient plus de raison de chercher à générer de l'inflation. Une autre position a trait à l'idéologie des personnes nommées aux postes décisifs des banques centrales : Kenneth Rogoff propose dans un article de 1985 que le banquier central soit toujours conservateur, c'est-à-dire qu'il ait une préférence constante pour une inflation faible.

## Vérification empirique
Plusieurs études ont été menées sur l'existence du biais inflationniste. La plupart d'entre elles montrent empiriquement que l'indépendance des banques centrales réduit le biais inflationniste. Alberto Alesina et Lawrence Summers montrent en 1993 qu'il y a bien une corrélation inverse entre indépendance de la banque centrale et inflation. Empiriquement, cette réduction de l'inflation n'a pas d'effet significatif sur le taux de chômage ou sur la croissance. Ce résultat demeure confirmé par une étude de 2008.